# Wapen van Berkenwoude

Wapen van Berkenwoude

Het wapen van Berkenwoude werd op 22 oktober 1928 per Koninklijk Besluit aan de Zuid-Hollandse gemeente Berkenwoude toegekend. Op 1 januari 1985 werd Berkenwoude onderdeel van de gemeente Bergambacht. Het wapen van Berkenwoude is daardoor komen te vervallen. In het (nieuwe) wapen van Bergambacht werden de drie wassenaars of wassende manen uit het wapen van Berkenwoude, alsook uit de naastgelegen buurtschap wapen van Zuidbroek opgenomen. Sinds 1 januari 2015 valt Berkenwoude onder de gemeente Krimpenerwaard. In het wapen van Krimpenerwaard werden drie wassenaars opgenomen, zoals voorkomend in de wapens van de voormalige gemeenten Nederlek, Bergambacht en Ouderkerk.

## Blazoenering
De blazoenering van het wapen luidde als volgt:
In zilver een dubbelstaartige leeuw van sabel, gekroond van goud, getongd en genageld van keel, in de schildhoeken vergezeld van drie wassende manen van sabel. Het schild gedekt met een gouden kroon van drie bladeren en twee paarlen.
De heraldische kleuren zijn zilver (wit), sabel (zwart), goud (geel) en keel (rood). Het schild is zilverkleurig met daarop een zwarte leeuw, met twee staarten, en op zijn hoofd een gouden kroon van drie bladeren. De tong en nagels zijn rood. Bovenin rechts en links en onder de leeuw staan zwarte wassenaars met de punten naar boven gericht. Het schild is bekroond met een gravenkroon.

## Geschiedenis
Het wapen is samengesteld uit de wapens van de geslachten Van Polanen en Van der Leck, als oudste ambachtsheren van Berkenwoude. Deze geslachten voerden respectievelijk de wassenaars en de leeuw in hun wapen. Van Polanen is een tak van het huis Wassenaer, daardoor voerde deze tak ook wassenaars als wapen. Folpert van der Leck zegelde als eerste met een zegel met daarop de leeuw. Dit zegel bleef ook na het uitsterven van het geslacht in gebruik als heerlijkheidswapen van de heerlijkheid Van de Lek. Hierdoor kreeg ook de familie Van Nassau la Lecq het wapen in hun familiewapen.
Het wapen van Alkemade is vergelijkbaar en verwant met het wapen van Berkenwoude, de leeuw in dit wapen is vermoedelijk afkomstig van het wapen van het geslacht Van der Leck.
In 1917 kwam de gemeente met een wapenvoorstel: Een groen veld met daarop een dwarsbalk met een ploeg en een pijlenbundel, alles zwart. Als schildhouders bruine boonranken. Omdat dit een raadselwapen zou geven door de niet toegestane combinatie van sabel (zwart) op sinopel (groen), is de Hoge Raad van Adel hier niet mee akkoord gegaan. In 1928 werd het uiteindelijke wapen verleend.

## Zichtbaarheid
Het wapen is zichtbaar op de voordeur van de woning op Dorpsstraat 37 te Berkenwoude.

## Verwante wapens

Het wapen van Van Duvenvoorde en van Wassenaer
Wapen van het geslacht Van Polanen
Wapen van Alkemade

## Vergelijkbare wapens
Wat betreft het zilveren schild met een leeuw van sabel vertoont het wapen gelijkenis (maar is niet verwant) met het wapen van Nispen, het wapen van Edegem, België en het wapen van Landen, België

Wapen van Nispen
Wapen van Edegem, België
Wapen van Landen, België

Ter Aar
· Aarlanderveen
· Abbenbroek
· Abtsregt
· Alkemade
· Alphen
· Ameide
· Ammerstol
· Arkel
· Asperen
· Benthuizen
· Bergambacht
· Bergschenhoek
· Berkel en Rodenrijs
· Berkenwoude
· Bernisse
· Biert
· Binnenmaas
· Bleiswijk
· Bleskensgraaf
· Bleskensgraaf en Hofwegen
· Bodegraven
· Boskoop
· Brandwijk
· Brielle
· Broek, Thuil en 't Weegje
· Charlois
· Cillaarshoek
· Cromstrijen
· De Lier
· De Mijl
· Delfshaven
· Den Bommel
· Dirksland
· Driebruggen
· Dubbeldam
· Everdingen
· Geervliet
· Giessen-Nieuwkerk
· Giessenburg
· Giessendam
· Giessenlanden
· Goedereede
· Gouderak
· Goudriaan
· Goudswaard
· Graafstroom
· 's-Gravendeel
· 's-Gravenzande
· Groot-Ammers
· Groote Lindt
· Haastrecht
· Hagestein
· Hardinxveld
· Hazerswoude
· Heenvliet
· Heer Oudelands Ambacht
· Heerjansdam
· Hei- en Boeicop
· Heinenoord
· Hekelingen
· Hekendorp
· Herkingen
· Hillegersberg
· Hellevoetsluis
· Hodenpijl
· Hoek van Holland
· Hof van Delft
· Hoogblokland
· Hoornaar
· IJsselmonde
· Jacobswoude
· Kamerik
· Katendrecht
· Kedichem
· Kethel en Spaland
· Kijfhoek
· Klaaswaal
· Kleine Lindt
· Korendijk
· Koudekerk aan den Rijn
· Kralingen
· Krimpen aan de Lek
· Lange Ruige Weide
· Langerak
· Leerbroek
· Leerdam
· Leidschendam
· Leimuiden
· Lekkerkerk
· Lexmond
· Liemeer
· Loosduinen
· Liesveld
· Maasdam
· Maasland
· Meerkerk
· Melissant
· Middelharnis
· Mijnsheerenland
· Moerkapelle
· Molenaarsgraaf
· Molenwaard
· Monster
· Moordrecht
· Naaldwijk
· Nederlek
· Niemandsvriend
· Nieuw-Beijerland
· Nieuw-Helvoet
· Nieuw-Lekkerland
· Nieuwe-Tonge
· Nieuwenhoorn
· Nieuwerkerk aan den IJssel
· Nieuwland
· Nieuwpoort
· Nieuwveen
· Noordeloos
· Noordwijkerhout
· Nootdorp
· Numansdorp
· Onwaard
· Ooltgensplaat
· Oostflakkee
· Oostvoorne
· Ottoland
· Oud-Alblas
· Oud-Beijerland
· Ouddorp
· Oude-Tonge
· Oudenhoorn
· Ouderkerk
· Ouderkerk aan den IJssel
· Oudewater
· Oudshoorn
· Overschie
· Papekop
· Pernis
· Peursum
· Piershil
· Pijnacker
· Poortugaal
· Puttershoek
· Reeuwijk
· Rhoon
· Rijnsaterwoude
· Rijnsburg
· Rijnwoude
· Rijsoord
· Rockanje
· Roxenisse
· Rozenburg
· Sandelingen-Ambacht
· Sassenheim
· Schelluinen
· Schiebroek
· Schipluiden
· Schoonhoven
· Schoonrewoerd
· Schuddebeurs en Simonshaven
· Sint Anthoniepolder
· Sint Maartensregt
· Sluipwijk
· Sommelsdijk
· Spijkenisse
· Stad aan 't Haringvliet
· Stellendam
· Stolwijk
· Stompwijk
· Stormpolder
· Streefkerk
· Strevelshoek
· Strijen
· Ter Aar
· Tienhoven
· Valkenburg
· Veur
· Vianen
· Vierpolders
· Vlaardingerambacht
· Vliet
· Vlist
· Voorburg
· Voorhout
· Vrijenban
· Waarder
· Warmond
· Wateringen
· Westmaas
· Westvoorne
· Wieldrecht
· Wijngaarden
· Woerden
· Woubrugge
· 't Woudt
· Zederik
· Zegwaart
· Zevenhoven
· Zevenhuizen
· Zevenhuizen-Moerkapelle
· Zouteveen
· Zuid-Beijerland
· Zuidbroek
· Zuidland
· Zwammerdam
· Zwartewaal

Heerlijkheidswapens:
ter Aa
· Albrandswaard
· Biesland
· Cromstrijen
· Duivenvoorde
· 's-Gravenambacht
· Hoog- en Wout-Harnas
· Langerak bezuiden de Lek
· Lek en Stormpolder
· Nederslingeland
· West-Nieuwland
· Oosterwijk
· Spieringshoek
· Vliet
· Voshol
· Vrijenban
· Vrijenhoeve
· Wieldrecht